# غار اسپهبد خورشید

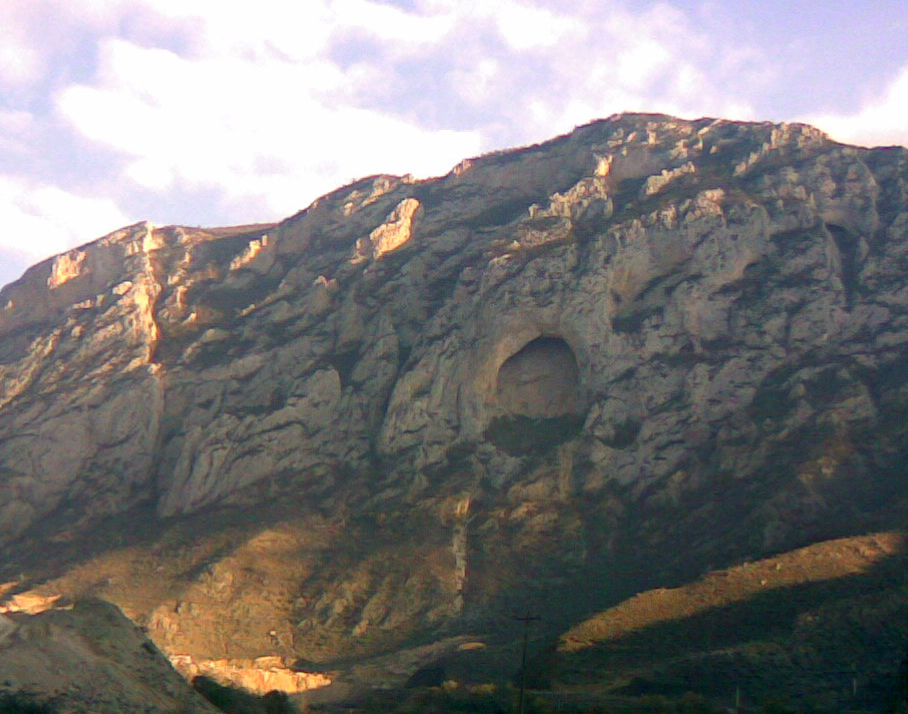
غار اسپهبد خورشید

غار اسپهبد خورشید (به طبری: لاپ کَمِر و ...) (یا نام‌های دیگر: کرکیل دژ، کیجاکچال، عایشه کرکیل در، لاپ کمر، دژ طاق، غار دربند کولا، دکان داوود، طاق ونداد هرمزد، دیوکلی و قلعه دیو سفید) اثری تاریخی است که بر سر راه سوادکوه به تهران در ناحیه دوآب در نوزده کیلومتری جنوب شهر پل سفید در شهرستان سوادکوه استان مازندران قرار دارد. این غار در مسیر قلعه کنگلو و بر سینه لردکمر قرار دارد.

## نام‌ها
از این اثر تاریخی در متون تاریخی به نام طاق عایشه گرگیلی دژ نیز یاد شده‌است. در زبان مردم منطقه سوادکوه این غار به نام لاپ کمر معروف است. همچنین مردم روستاهای اطراف این غار را به نام «دیوکالی» به معنای «لانهٔ دیو» می‌شناسند. علاوه بر این به آن غار اسپهبد خورشید، کرکیل دژ، کیجاکچال، عایشه کرکیل در، لاپ کمر، دژ طاق، غار دربند کولا، دکان داوود، طاق ونداد هرمزد، دیوکلی و قلعه دیو سفید نیز گفته می‌شود.

## مکان جغرافیایی
هم ابن اسفندیار و هم ظهیرالدین مرعشی در توصیف غار اسپهبد خورشید، آن را بالای «دربند کولا» نشانی داده‌اند. برخی پژوهشگران (همچون محمد طاهری شهاب، حسین حجازی، تقی واردی و درویشعلی کولاییان) بنا بر این شرح منابع اولیه، دربند کولا را برابر روستای امروزی پایین کولا، در حدود پانزده کیلومتری جنوب ساری، دانسته و مدعی‌اند که غار اسپهبد خورشید در حوالی این روستا قرار داشته. در حالی که شرایط جغرافیایی این روستا با تعریف «دربند» که به معبری گفته می‌شد که از میان دو کوه بلند بگذرد، هماهنگی ندارد. همچنین ابن اسفندیار برای نشانی دادن دربند کولا می‌گوید «به راه آرم طاقی است…» و ظهیرالدین می‌گوید «در سر راه ارم زارم به طاق است» که این ارم و طاق در فاصله ۱۲۰ و ۷۰ کیلومتری ساری قرار دارند. محل دیگر معروف به دژ اسپهبد خورشید، امروزه در ۱۰ کیلومتری جادهٔ آسفالت دوآب-ورسک به یک فرعی رسیده و ۱۵۰۰ متر بعد از جاده اصلی، به پای طاق اصلی می‌رسد. این طاق تا پایه در حدود ۸۵ متر ارتفاع دارد.

## مشخصات غار

نقشه‌ای از قسمت‌های درونی غار

قوس دهانه غار، یکی از عظیم‌ترین دهانه‌های غار طبیعی دنیا است. طول قوس طاق طبیعی و عظیم غار چهل متر بوده و درون غار به صورت تالاری بیضی شکل به درازای ۷۵، عرض ۲۵ و ارتفاع ۱۵ متر است. در برابر غار دیواری با سنگ و ساروج چیده شده و تا مدخل آن ادامه دارد. بنای این دیوار به دوره ساسانیان بازمی‌گردد. در مقابل غار پرتگاه مهیبی قرار دارد که ورود به آن را بسیار مشکل می‌سازد. به دلیل وجود آب آشامیدنی در غار، در گذشته امکان مقاومت به مدت طولانی در آن وجود داشته‌است.
داخل غار دارای اتاق‌هایی است که قدمت ساخت آن‌ها به دوره ساسانیان بازمی‌گردد. این غار در فهرست آثار ملی ایران قرار دارد و برای ثبت جهانی آن نیز پرونده‌ای تشکیل گردیده‌است. با این وجود تمرینات نظامی و معدن ماسه فعال در مجاورت آن، در حال لطمه زدن به آن می‌باشد.

## تاریخچه

### اسپهبد خورشید
در سال ۷۶۱ میلادی، اسپهبد خورشید، نوهٔ اسپهبد فرخان بزرگ از خاندان گاوبارگان، بر منطقه طبرستان و دیلمان حکومت می‌کرد. همزمان، مهدی پسر منصور عباسی حاکم ری شد و تصمیم گرفت پس از سال‌ها مازندران را به تسخیر اعراب درآورد. مهدی با نیرنگ از در دوستی با اسپهبد خورشید درآمد و ضمن ارسال هدایایی، از او خواست تا اجازه دهد قسمتی از لشکریانش از تنگه رود تلار گذشته و از راه دریا به خراسان بروند. اسپهبد خورشید فریب این نیرنگ را خورد و اجازه عبور را صادر نمود. مهدی، دو سپاه را از گرگان و شاه‌کوه روانه نمود و آمل را تصرف نمود. اسپهبد خورشید که غافلگیر شده بود، همسر، دختران و ثروتش را در این غار گذاشت و برای تهیه سپاه به دیلمستان رفت.
سپاه اعراب به مدت سه ماه در پایین غار بودند و به فکر چاره برای نفوذ به این غار بودند. سرانجام با مسموم کردن سرچشمه‌های آب غار موفق شدند «بانو نی‌کلا» همسر اسپهبد خورشید را به همراه دخترانش به قتل برسانند. اسپهبد خورشید در بازگشت با پنجاه هزار سپاهی، هنگامی که شایعه اسارت همسر و فرزندانش را شنید، خودکشی کرد.

### وندادهرمز
این غار به عنوان دژی طبیعی، همواره مورد استفاده اسپهبدان طبرستان بوده‌است. پس از ورود اسلام اهالی سه شاهزاده نشین در شورش طبرستان متحد شدند، و این غار مامن ونداد هرمز، رهبر شورشیان، بود.

### عایشه راهزن
دربارهٔ وجه تسمیه «طاق عایشه گرگیلی دژ» چنین نقل شده‌است که در دوره اسلامی زنی به نام عایشه در این دژ متحصن شده بود و جمعی از دزدان و راهزنان را به دور خود جمع کرده بود و کرکیل (غارت) می‌کردند از این جهت آن را عایشه کرکیل دژ گفته‌اند. همچنین در نزدیکی این غار بقایای قلعه‌ای قرار دارد که به قلعه باجیگران معروف است.